# Lewistown Heights
Lewistown Heights – jednostka osadnicza w Stanach Zjednoczonych, w stanie Montana, w hrabstwie Fergus.